# Valeriana samolifolia
Valeriana samolifolia là một loài thực vật có hoa trong họ Kim ngân. Loài này được Bert. miêu tả khoa học đầu tiên..